# Agrostologie
L'agrostologie (formé des racines grecques ἄγρωστις, agrōstis, « type d'herbe », et de -λογία, -logia , « étude, discours »), ou graminologie, est, au sens strict, une discipline de la botanique qui a pour objet l'étude des plantes de la famille des Graminées (Poaceae). Cette définition est parfois élargie à l'étude de tous les aspects, théoriques et utilitaires, des problèmes posés par les Graminées. 
Dans un sens plus large, l'agrostologie (à ne pas confondre avec l'agrologie) est l'étude des formations végétales herbacées, prairies et cultures (principalement composées de graminées et graminoïdes, mais aussi d'autres espèces végétales, notamment des légumineuses (Fabaceae), d'un point de vue agronomique de la production fourragère. L'agrostologie est ainsi devenue la science des pâturages, des herbages et de l'affouragement, constituant une branche de la phytotechnie,.
Certains auteurs considèrent que l'agrostologie est née en 1708 avec la publication d'un article sur la taxinomie des graminées, Agrostographiae Helveticae Prodromus, par le botaniste suisse, Johannes Gaspar Scheuchzer. 
Les spécialistes de cette discipline sont les agrostologues.